# Thelypteris muscicola
Thelypteris muscicola är en kärrbräkenväxtart som beskrevs av George Richardson Proctor. Thelypteris muscicola ingår i släktet Thelypteris och familjen Thelypteridaceae. Inga underarter finns listade.